# 廣町 (品川區)
廣町（日语：／ Hiromachi */?）是東京都品川區的町名。現行行政地名為廣町一丁目與二丁目。已實施住居表示。2013年（平成25年）8月1日為止的人口有705人。郵遞區號140-0005。

## 地理
品川區中央。北鄰大崎，東北與北品川之間以目黑川為界，東南接東大井，南通大井，西南連二葉，西接西品川。町內有東京總合車輛中心與多間工廠。鐵路路廊以北為一丁目，以南為二丁目。廣町與周邊各町之間大致以鐵路線路為界。東北方為目黑川。

## 歷史
1947年（明治22年），為品川町大字西品川字東廣町、西廣町，後東廣町編入南品川，西廣町編入西品川。1964年（明治39年），西品川一～二、六丁目與大井權現町各一部分合併為現行的廣町。

### 地名由來
此地為目黑川與呑川之間的廣大平坦耕地而得名，這裡的「町」是指方形的農耕地。

## 交通
町內沒有鐵路車站。南部鄰接京濱東北線、東急大井町線、東京臨海高速鐵道臨海線大井町站，車站實際所在地為大井與東大井。北部最近的車站是大崎站，西南地區可利用東急大井町線下神明站。

## 設施
1丁目
工廠密集。
- 三共研究開發中心
- 日本泰雅閥門
- 寺岡製作所
- 變電所

2丁目
- JR東日本東京總合車輛中心（舊山手電車區）
- JR東日本廣町公寓
- 品川區役所
- 都第二建設事務所法務局品川出張所

## 備註
1. ↑  .   [2013年8月7日]. （原始内容存档于2014年2月23日）.